# Arnaud Méthivier
Pour les articles homonymes, voir Méthivier.
Arnaud Méthivier, surnommé "Nano", né le 6 avril 1971 à Orléans, est un accordéoniste, chanteur, compositeur, danseur, comédien, plasticien et créateur d’événements artistiques français. 
Il est notamment le créateur de La Fête des Duits et l'initiateur du Centre indépendant de recherche artistique (CIRA), à Orléans.

## Biographie

### Années musette
Arnaud Méthivier apprend l'accordéon dès l'âge de sept ans avec son père accordéoniste. À dix ans, il fait ses premières scènes lors de bals musette à Orléans dans un groupe de musique auvergnate « La Châtaigne ». Remarqué lors d'un concours d'accordéons, il intègre en 1987 le collectif Les petits prodiges de l'accordéon dirigé par Maurice Larcange. Ce groupe, qui connaît un certain succès populaire en passant sur la scène du Zénith et à la télévision, enregistre plusieurs albums de reprises de variétés. Ce succès rapide permet à Arnaud Méthivier de gagner sa vie dès l'âge de quinze ans.

### Rencontre avec Marcel Kanche
Dans les années 1980, Marcel Kanche, chanteur post-rock, qui découvre Arnaud Méthivier alors qu'il encore un petit prodige du musette, lui fait découvrir un nouveau public, plus jeune et underground. Après cette rencontre, ils développent ensemble une relation de « père et fils spirituel »,. C'est grâce à lui qu'il rencontre les chanteurs Kent et Stephan Eicher, et le groupe Les Innocents, des artistes grâce à qui l'accordéon revient sur le devant de la scène dans les années 1990. Sa notoriété grandissant, il multiplie les séances d'enregistrements en studio pour de nombreux artistes, tels que Boy George, Georges Moustaki, Francis Cabrel, Suzanne Vega, Enzo Enzo, Idir, Maxime Le Forestier, les Fabulous Trobadors, ou Matthieu Chedid.
D'accompagnateur il devient compositeur en 1998 et produit son premier album, Chansons. Plusieurs disques suivront, mais ils ont été peu ou pas distribués, et sont pour la plupart aujourd'hui épuisés.

### Rencontre avec Otto Lechner
En 2000, l'Atelier de création radiophonique de Radio France lui commande une série de dix épisodes sur l'accordéon : c'est à cette occasion qu'il rencontre en Slovénie l'accordéoniste autrichien Otto Lechner, avec qui il découvrira de nouvelles sources d'inspiration vers les musiques improvisées. Sous le nom de groupe Arnotto, ils écrivent ensemble les albums L'autre côté du vent en 2004, Arnottodrom en 2007, et The Cyklop And I en 2011.
En 2006, Arnaud Méthivier produit la tournée du spectacle Nano and Friends, entre théâtre, concert et opéra, où il joue avec Catherine Estourelle, Kent, Hervé Rigaud, et Djamel Laroussi (leader du groupe Au P'tit Bonheur).

### Paysage musical
Les concerts de Nano / Arnaud Méthivier sont conçus comme de longs voyages poétiques, les morceaux s'enchaînant sans aucune coupure. Il joue de l'accordéon assis sur un cajón, un instrument de percussion péruvien, et mélange parfois sa voix aux sons de l'accordéon.

### Œuvres plastiques
- Nanogation[6] : Installation plastique autour de l’interrogation
- L'objet du désir : Installation réalisée avec Dumé Paolini

## Compositions pour le théâtre ou la danse
- 1995 : Decodex, Compagnie DCA, Philippe Decouflé.
- 2004 : Beaucoup de bruit pour rien, pièce de William Shakespeare mise en scène par Laurent Laffargue[7].
- 2006 : Les Géants de la montagne, pièce de Luigi Pirandello mise en scène par Laurent Laffargue.
- 2008 : Du Bout du corps à l'orée de la bouche, ou Mue I..., danse contemporaine, Compagnie de la lune blanche.
- 2010 : Envolée chromatique, opéra urbain, avec la complicité de La Compagnie des quidams (échassiers) et la compagnie Aérosculpture (structures volantes).
- 2012 : Aria, opéra-performances à représentation unique à l'opéra de Rennes. Mise en scène par Massimo Dean, texte de Jérémy Blin.
- 2012 : Les Blessures volontaires, spectacle chorégraphique de Serge Ambert et Arnaud Nano Méthivier.
- 2014 : Magic Nano , opéra urbain d'Arnaud Nano Méthivier , en collaboration avec la Compagnie des Plasticiens volants.
- 2015 : J'ai pas à vous parler, pièce de théâtre de Jérôme Camilly et Arnaud Nano Méthivier
- 2015 : KrAFT spectacle chorégraphique de Serge Ambert et Arnaud Nano Méthivier, Compagnie des Alentours rêveurs.
- 2015 : Liédo Magic Nano, opéra urbain de Arnaud Nano Méthivier, en collaboration avec la Compagnie de l'Homme debout, et la Compagnie des Plasticiens volants.
- 2016 : Merci Madame de Sabrina Sarais d'après l’œuvre de Barbara
- 2018 : Dundu Magic NANO, opéra urbain de Arnaud Nano Méthivier, en collaboration avec Dundu, et la Compagnie des Plasticiens volants.
- 2018 : Point d'infini pièce de théâtre de Laurent Laffargue avec Marie Ange Casta et Laurent Laffargue.

## Créations
La Fête des Duits — Rafraîchissements artistiques est un « safari artistique », qui se déroule sur des îles, au milieu, sur et autour de la Loire, de jour comme de nuit. Ce festival annuel se produit à Orléans depuis 2011, avec les thèmes La rumeur d'Orléans (2014), Le désir (2015), L'engagement (2016). La concorde (2017), le libre arbitre (2018), l'altérité (2019), Les arts de pleine nature (2020)
Arti Muntagnera- La transhumance des Arts  est la rencontre depuis 2016, en haute montagne corse, de publics et d'artistes contemporains du spectacle vivant et des arts plastiques (Théâtre, musique, danse, cirque, clown, marionnette, arts plastiques, arts visuels, architecture, cinéma…)

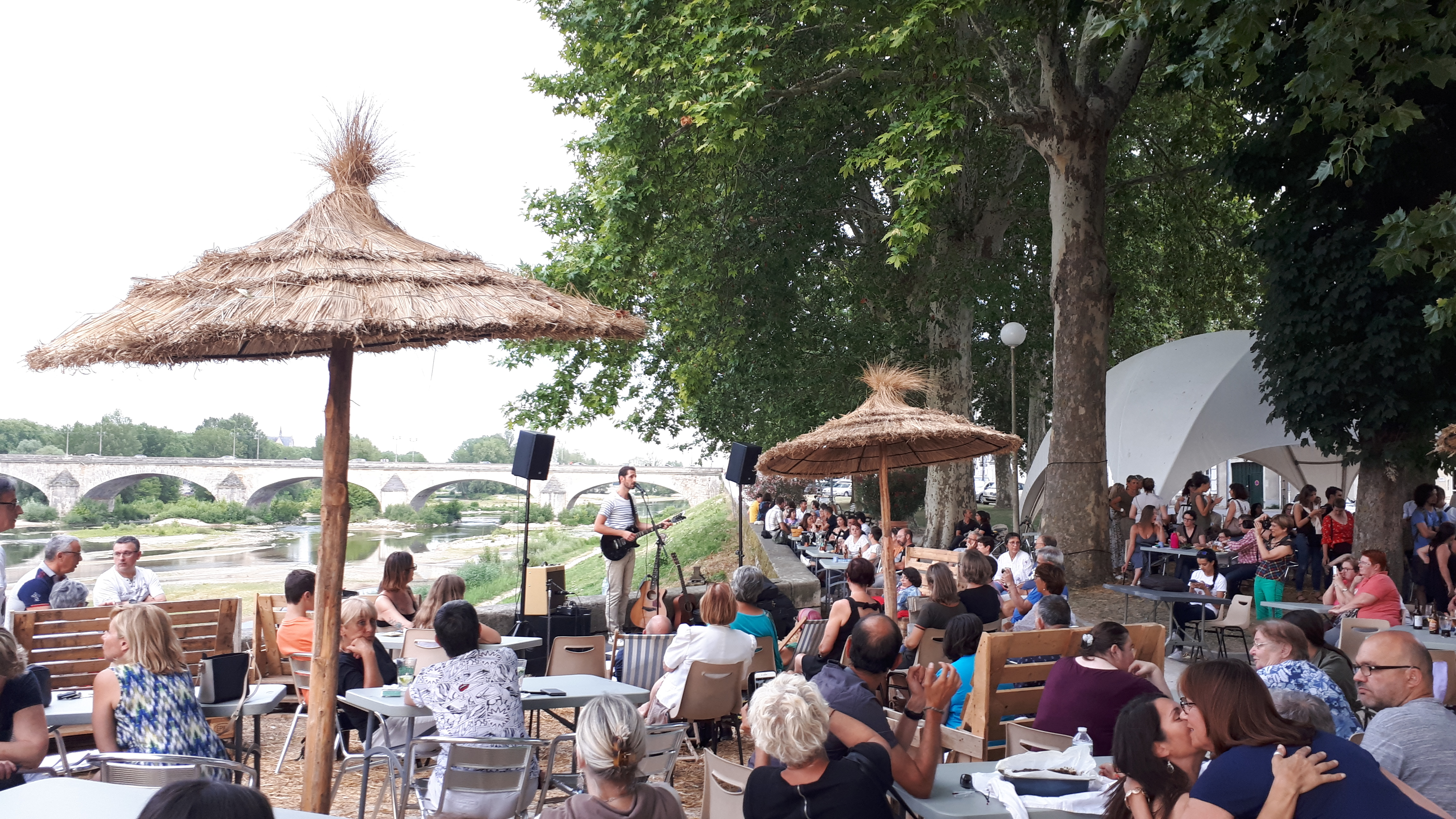
La Paillote, espace culturel de plein air

Le C.I.R.A., Centre Indépendant de Recherche Artistique, est un laboratoire consacré à la recherche fondamentale artistique. Ce projet consiste en des résidences d’artistes locaux et internationaux via la mise à disposition d’un espace original (une île au milieu du fleuve Loire), d'un lieu d'accueil et d’une bourse de recherche. Il accueille des artistes de tous les arts vivants et plastiques, y compris photographie et architecture. Il a pour modèle l’académie de France à Rome (Villa Médicis).
Autres créations :
- 2012 : Opéra Aria
- 2015 : Opéra Aria, Acte final
- 2015 : C.I.R.A (Centre Indépendant de Recherche Artistique) avec Cécile Fleur Dabo
- 2015 et 2016 : Poétik Park, installation artistique à Auxerre
- 2016 : C.I.R.A (Centre indépendant de Recherche Artistique) avec Isabelle Buyse
- 2016 et 2017 : Arti Muntagnera, la transhumance des arts : espace d'arts plastiques, photographie, musique, théâtre, danse, architecture et cinéma, près du Col de Vergio en Corse.

## Discographie
- 1998, Méthivier : Chansons.
- 1998, Méthivier : Nos Clairs obscurs avec Hervé Rigaud (g).
- 1998, Méthivier : ... Cherche programmateur et producteur.
- 1998, Méthivier : Bombaïdo.
- 1998, Méthivier : Voyage.
- 2002, Méthivier : Speïs avec Régis Gizavo (acc), Les Disques du bleu du ciel.
- 2002, Méthivier : Ouadigambé avec Kent et Otto Lechner, Les Disques du bleu du ciel.
- 2003, Nano : Les Ingénues avec François Rascal (g).
- 2005, Nano : L'Autre côté du vent avec Jeff Boudreaux (d), Pierre Fuchard (g), Hervé Rigaud (g, voc), Marcel Kanche (voc), Label Bleu.
- 2008, Arnotto : Arnottodrom avec Otto Lechner (acc).
- 2008, Nano : L'Écorce avec Sylvain Favre (v) et Valentin Mussou (vlc), Plus Loin Music.
- 2009, Nano : Paradisz avec Hervé Rigaud (g).
- 2009, Méthivier : Bec de Cha avec Pascal Ducourtioux (perc) et Jean-Hugues Billman (b), Cristal Records.
- 2011, Arnotto : The Cyklop And I, avec Otto Lechner, Cristal Records.
- 2014, Nano : Accordéologie
- 2015, Nano : Concert en Espagne
- 2015, Nano : Passeurs de souffle avec François Rascal
- 2022, Nano : La marche de la Reine[8]
- 2023, Nano : Point d'infini[9]

Participations :
- Allain Leprest : Nu (1998)
- Au P'tit Bonheur : Optimiste (2003), Entre noël et ramadan (2007).
- Armand Olivennes/Claude Antonini : Petit à petits cubes (2001).
- Barbara Luna : Somos (2006).
- La Camera delle Lacrime : Se cante que recante, chants des moments perdus en Massif Central (2006).
- Dame Cherifa : 60 ans de chant et de poésie kabyle.
- Desireless : I Love You (1994).
- Enzo Enzo : Le jour d'à côté (2001).
- Francis Cabrel : L'Essentiel 1977-2007 (2007), Des roses et des orties (2008).
- Georges Moustaki : Tout reste à dire (1996).
- Hervé Paul : Né en province.
- Idir : Identités (1999).
- Internationales Akkordeon Festival Wien 2002 (Extraplatte).
- Kent : Tous les hommes (1991), D'un autre occident (1993), Kent en scène (1995), Nouba (1996), Je ne suis qu'une chanson (2002).
- Le Chat musicien.
- Le Garage Rigaud.
- Les Nonnes Troppo : Le Couvent (1996).
- Les Voisins du dessus : Les Voisins du dessus, Vu à la maison !.
- Marcel Kanche : Vertige des lenteurs, Lit de chaux, Kanche,Dix automnes sous les paupières, 'Je souris et je fume, Henriette.
- Marie Coutant : À vivre (2000).
- Michèle Torr : À nos beaux jours (1995).
- Molly Johnson : If You Know Love (2007).
- Peter Kröner : Où les filles vont (1998), Un monde, un Dieu, une bière (1993), Tout le monde tape dans les mains (1995).
- Philippe Bonaldi : Norpech, La Vraie vie des pissenlits.
- Revue Noire : 'HOP à Paris.
- SID : Une Suite de coïncidences.
- Stephan Eicher : Engelberg (1991).
- Tomàs Gubitsch : Un Petit parisien, film de Sébastien Grall (2002).
- Diana Saliceti : Forse (2015)